# Autoridade Nacional da Igualdade de Género (Suécia)
A Autoridade Nacional da Igualdade de Género (em sueco:  Jämställdhetsmyndigheten) é uma agência governamental sueca, subordinada ao Ministério da Saúde e Assuntos Sociais.
Está vocacionada para potenciar a política da igualdade de género (jämställdhetspolitiken) do Governo da Suécia.
A sua sede está localizada na cidade de Gotemburgo.